# Kevin Hamilton
Kevin Bernard Hamilton, jr. (* 2. Mai 1984 in Queens Village, New York City) ist ein ehemaliger US-amerikanischer Basketballspieler. Nach seinem Studium in seinem Heimatland wurde Hamilton Profi und spielte insbesondere in Polen, Deutschland und Puerto Rico. In der deutschen Bundesliga bestritt er für Braunschweig und Bayreuth insgesamt 137 Spiele.

## Werdegang
Hamiltons Vater Kevin Senior wurde 1980 an der 92. Stelle beim NBA-Draft durch die Boston Celtics ausgewählt, seine weitere Karriere als Spieler blieb aber ohne Einsatz für die Celtics, wegen einer schweren Ellenbogenverletzung musste er bereits in jungen Jahren mit dem Leistungssport aufhören. Anschließend arbeitete er als Trainer am College und an der Holy Cross High School in Queens. Kevin jr., dessen Mutter Netty aus Puerto Rico stammt, ging aber an der Archbishop Molloy High School zur Schule, wo er vom Trainer Jack Curran ausgebildet wurde, der schon mehrere Spieler trainiert hatte, die später den Sprung in die NBA schafften. Zum Studium ging er an das College of the Holy Cross in Worcester (Massachusetts). Er spielte für die Crusaders genannte Hochschulmannschaft in der Patriot League der NCAA Division I, dessen bekanntester Spieler das Basketball Hall of Fame-Mitglied Bob Cousy ist. Hamilton setzte sich in der Bestenliste der Crusaders in verwandelten Dreipunktwürfen und Ballgewinnen auf den ersten Rang.
Nach seinem Studium unterschrieb Hamilton als Profi 2006 einen Vertrag im polnischen Schwetz und spielte für Polpak in der ersten polnischen Liga PLK. Nach einer Verletzung kehrte er zunächst in sein Heimatland zurück und spielte anschließend im Geburtsland seiner Mutter in der Baloncesto Superior Nacional. Anfang Dezember 2007 versuchte er in der französischen zweiten Liga Pro B bei Basket Comté Doubs aus Besançon erneut in Europa Fuß zu fassen, doch nach zwei Spielen wurde sein Probevertrag beendet, so dass er nur im darauffolgenden Sommer in Puerto Rico wieder professionell spielte. 2008 holte ihn der deutsche Trainer Sebastian Machowski, der ihn noch als Gegenspieler in Polen kannte, zurück in die polnische Liga, wo Hamilton die meisten Vorlagen und Ballgewinne pro Spiel in der Saison 2008/09 erzielte und mit dem Verein Kotwica aus Kolberg den polnischen Pokal gewann.
Machowski sorgte 2009 gleichfalls für eine Verpflichtung Hamiltons durch die NewYorker Phantoms Braunschweig aus der deutschen Bundesliga, zu denen Machowski zur Saison 2009/10 gewechselt war. In jener Saison gelang dem Verein erstmals seit sieben Jahren wieder die Qualifikation für die Play-offs um die Deutsche Meisterschaft, in denen man in der ersten Runde den Titelverteidiger und Hauptrundenersten EWE Baskets Oldenburg besiegte. Im Halbfinale erfolgte das Aus gegen den späteren Meister Brose Baskets aus Bamberg. Hamilton, zu dessen Markenzeichen auf dem Spielfeld hängende Schultern und das Erobern von Bällen gehörte, war im Verlauf der Saison 2009/10 mit knapp neunundzwanzigeinhalb Minuten je Begegnung der Braunschweiger Spieler mit der zweitmeisten Einsatzzeit in der Bundesliga, er brachte es auf Mittelwerte von 10 Punkten, 5,3 Korbvorlagen und rund zwei Ballgewinnen.
In der folgenden Saison 2010/11 erreichte man das Endspiel um den Deutschen Pokal, welches ebenfalls gegen Titelverteidiger Brose Baskets verloren ging. In der Bundesliga-Saison 2010/11 schied man im Viertelfinale aus, obwohl man sich auf den fünften Platz nach der Hauptrunde verbessert hatte. Hamiltons statistische Werte in seinem zweiten Braunschweiger Jahr lagen bei durchschnittlich 9 Punkten, 4,3 Korbvorlagen und knapp zwei Ballgewinnen je Begegnung.
2011 unterschrieb Hamilton einen Vertrag beim Ligakonkurrenten BBC Bayreuth, so dass sich die Wege von Machowski und Hamilton trennten. Im Herbst 2011 erlitt er einen Ermüdungsbruch im Schienbein und kam deshalb erst kurz vor dem Ende der Spielzeit 2011/12 wieder zum Einsatz. Zur Saison 2012/2013 wurde sein Vertrag in Bayreuth verlängert, wieder musste er zeitweise zuschauen, da ihm eine nach dem Ermüdungsbruch eingesetzte Platte entfernt werden musste.
2014 erhielt Hamilton keinen neuen Anschlussvertrag in Bayreuth. Er spielte daraufhin über den Sommer wie auch in den Jahren zuvor für die Indios de Mayagüez in Puerto Rico. Im Juli 2014 gab der französische Erstligist SPO Rouen Hamiltons Verpflichtung bekannt. Ihn plagten im Laufe der Saison 2014/15 Kniebeschwerden, im März 2015 wurde der Vertrag in Rouen aufgelöst. Anschließend spielte Hamilton erneut in Puerto Rico.